# Fibrose pulmonaire
 Mise en garde médicale
La fibrose pulmonaire est une lésion des poumons caractérisée par une fibrose, c'est-à-dire la présence d'un excès de tissu conjonctif fibreux. De nombreuses pathologies sont en cause, parmi lesquelles les pneumopathies interstitielles. La gêne respiratoire (dyspnée) est le principal symptôme. Le plus souvent, la présentation clinique et l'aspect du scanner permettent de poser le diagnostic. Le traitement est celui de la cause et consiste à prévenir l'aggravation de la maladie.

## Causes
La fibrose pulmonaire est un stade évolutif de plusieurs maladies, la plupart d'entre elles étant classées dans les pneumopathies interstitielles.
Les maladies et les conditions qui peuvent causer la fibrose pulmonaire comprennent :
- l'inhalation de polluants environnementaux ou sur le lieu de travail[1], comme dans le cas de l'asbestose ou de la silicose, ainsi que l'exposition à certains gaz[2], les mineurs, les marins et les sableurs, entre autres, sont des catégories à risque plus élevé[3] ;
- une pneumopathie d'hypersensibilité résulte le plus souvent de l'inhalation de poussières contaminées par des sources bactériennes, fongiques ou animales[2] ;
- le tabagisme[1] peut accroître le risque ou aggraver les symptômes[3] ;
- certaines maladies auto-immunes[3] comme la polyarthrite rhumatoïde[1],[2], le lupus érythémateux disséminé[1],[2] et la sclérodermie[1] ;
- d'autres maladies du tissu conjonctif comme le Syndrome d'Ehlers-Danlos, la sarcoïdose[1],[2] et la granulomatose de Wegener[2] ;
- des infections ;
- certains médicaments comme l'amiodarone, la bléomycine, le busulfan, le méthotrexate [1],[3] et le nitrofurantoïne[4], au point que certains de ces médicaments sont utilisés par les scientifiques pour rapidement créer des fibroses pulmonaires dans les modèles animaux afin d'étudier la maladie et les moyens de la traiter (la bléomycine est par exemple un bon inducteur[5]) ;
- la radiothérapie mammaire[1],[2].

Dans certains cas, la fibrose pulmonaire peut apparaître sans cause connue. Il s'agit de pneumopathie interstitielle diffuse idiopathique, dont la principale forme est la fibrose pulmonaire idiopathique.
Pour une partie des patients, il y a un nombre croissant d'indications qui tendent à individualiser la fibrose pulmonaire familiale, avec prédisposition génétique. Par exemple, une mutation dans la protéine surfactante C a été constatée chez certaines familles atteintes.

## Physiopathologie
La fibrose pulmonaire implique la transformation progressive du parenchyme pulmonaire normal en tissu fibreux. Le remplacement du poumon normal par le tissu cicatriciel provoque la diminution irréversible de la capacité de diffusion de l'oxygène (hématose). De plus, la diminution de la compliance pulmonaire fait de la fibrose une maladie pulmonaire restrictive. C'est la principale cause de maladie pulmonaire restrictive liée au parenchyme pulmonaire. A contrario, la tétraplégie et la cyphose sont des exemples de causes de maladie pulmonaire restrictive qui ne passent pas nécessairement par une fibrose pulmonaire.

## Clinique
Une dyspnée (essoufflement) progressive à l'effort peut suggérer une fibrose pulmonaire. Les autres symptômes sont principalement :
- toux sèche chronique ;
- fatigue et faiblesse (asthénie) ;
- gêne dans la poitrine ;
- perte d'appétit (anorexie) et perte de poids (amaigrissement).

Dans quelques cas, à l'inspiration, des râles crépitants fins sont audibles à la base des poumons lors de l'auscultation.

## Examens complémentaires
La radiographie du thorax peut être normale ou anormale, et le scanner thoracique montre fréquemment des anomalies caractéristiques.
Lors d'une spirométrie, comme la fibrose est une maladie pulmonaire restrictive, tant le VEMS (Volume expiratoire maximal seconde) que la CVF (Capacité vitale forcée) sont réduits de sorte que le rapport VEMS/CVF est normal, voire augmenté, contrairement aux maladies pulmonaires obstructives pour lesquelles ce ratio est réduit (par exemple, pour la broncho-pneumopathie chronique obstructive).

## Diagnostic

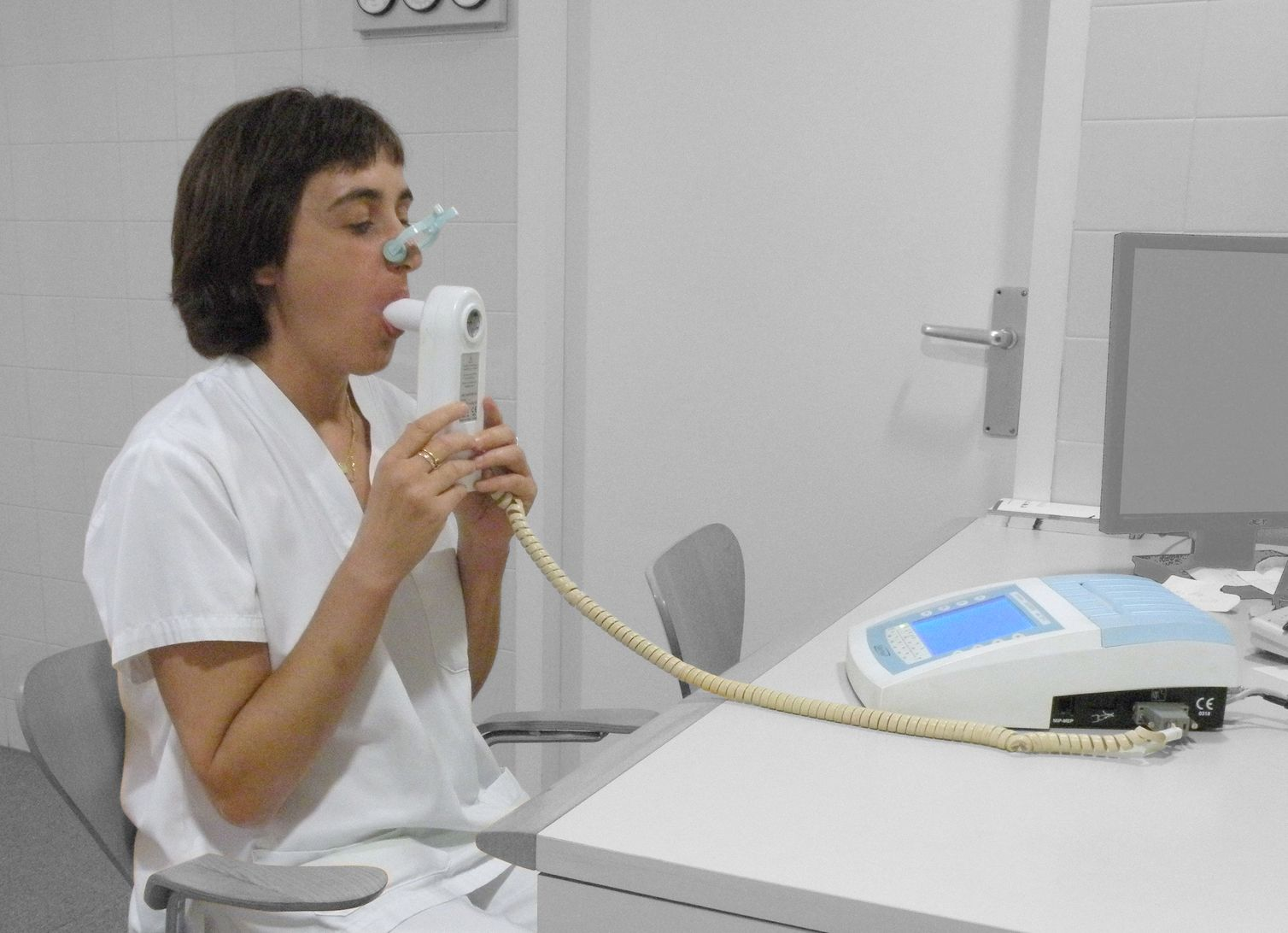
La spirométrie aide au diagnostic d'une fibrose pulmonaire.

Le diagnostic peut être confirmé par une biopsie du poumon. Une thoracoscopie vidéo-assistée sous anesthésie générale peut être nécessaire afin d'obtenir suffisamment de tissu pour faire un diagnostic précis. Ce type de biopsie comprend l'insertion de plusieurs tubes à travers la paroi thoracique, dont l'un est utilisé pour prélever un morceau de poumon. Le tissu prélevé est examiné par microscopie (histopathologie) pour confirmer la présence et les caractéristiques de la fibrose ainsi que la présence d'autres anomalies qui peuvent orienter vers une cause spécifique, par exemple certains types de poussières minérales. Souvent, une telle biopsie n'est pas nécessaire en raison d'une présentation clinique et radiologique évocatrice.
Un diagnostic erroné est courant car, alors que la fibrose pulmonaire globale n'est pas rare, chaque type individuel de fibrose pulmonaire l'est. Par conséquent, l'évaluation des patients atteints de ces maladies est complexe et nécessite une approche multidisciplinaire. De plus, bien que la terminologie soit standardisée, des difficultés persistent dans son application. Même les experts peuvent être en désaccord sur le classement de certains cas.

## Traitement et prévention
La fibrose pulmonaire crée du tissu cicatriciel, qui une fois développé est définitif. On cherche donc à prévenir ou à ralentir la progression de la fibrose, qui dépend aussi de la cause sous-jacente. Beaucoup de pistes ont été explorées, avec de nombreux essais cliniques d'agents expérimentaux, sans succès significatif jusqu'en 2011 surtout pour la fibrose idiopathique (FPI).

### Immunosuppresseurs
Le système immunitaire, via l'inflammation, semble jouer un rôle central dans le développement de nombreuses formes de fibrose pulmonaire. Certains types de fibrose pulmonaire peuvent répondre aux corticoïdes (comme la prednisone) ou à d'autres médicaments immunosuppresseurs ; ceux-ci diminuent l'inflammation pulmonaire et par conséquent, la formation de tissu cicatriciel, ralentissant les processus conduisant à la fibrose. Les réponses au traitement sont cependant variables. Comme une minorité de patients répond aux seuls corticoïdes, il peut être nécessaire d'adjoindre à ces médicaments une autre molécule telle que la cyclophosphamide, l'azathioprine, le méthotrexate, la pénicillamine ou la ciclosporine. La colchicine a également été utilisée, avec un succès limité.
Les patients dont l'état s'améliore avec le traitement immunosuppresseur n'ont probablement pas la fibrose pulmonaire idiopathique, cette dernière n'ayant pas de traitement significatif ou de guérison possible.
En 2009, Ramser & al ont montré que la chloroquine inhibait les fibroblastes dermiques humaines, ce qui leur a fait suggérer que les antipaludéens mériteraient d'être étudiés chez les patients présentant une fonction fibroblastique aberrante.
En 2011, l'Europe a approuvé un premier traitement pour la FPI : le pirfénidone dont l'efficacité et la tolérabilité ont été confirmées par quatre essais cliniques,
En 2012, l'inhibition du CTGF semble être une piste prometteuse car cette protéine matricellulaire complexe « module de nombreuses voies de signalisation conduisant à l'adhésion et à la migration cellulaires, à l'angiogenèse, à l'activation des myofibroblastes et au dépôt et au remodelage de la matrice extracellulaire, qui conduisent ensemble au remodelage des tissus et à la fibrose » ; dans d'autres types de fibrose (du foie ou du cœur) un anticorps monoclonal contre le CTGF a parfois pu faire reculer la fibrose. De petits ARN interférents (pARNi1, ou siRNA) capables d'inhiber la CTGF pourraient peut-être un jour être utilisés, mais on ne sait pas à ce jour faire en sorte qu'ils ciblent les cellules contribuant à une fibrose.
D'autres agents pharmacologiques destinés à prévenir la formation de tissu cicatriciel sont en phase expérimentale ou en phase d'essai clinique ; l'interféron gamma, le mycophénolate mofétil.
- À titre d'exemple en 2017 une équipe a testé sur un modèle murin de fibrose pulmonaire (induite par la bléomycine) un nouveau projet de médicament. Il s'agit d'une molécule d'hydroxychloroquine modifié par un cholestérol (Chol-HCQ) transportée dans tout le corps par des liposomes nanoporteurs[12]. Chez le rat, elle a limité la prolifération des fibroblastes pulmonaires et l'inflammation et la fibrose[12].

Quand la solution médicamenteuse ne fonctionne pas ou arrive trop tard, il ne reste que deux solutions :

### Oxygénothérapie en cas d'insuffisance respiratoire
L'oxygénothérapie améliore la qualité de vie et la capacité à l'effort. La transplantation du poumon peut être envisagée pour certains patients.

### Transplantation pulmonaire
Les options de traitement de la fibrose pulmonaire idiopathique sont très limitées. Des recherches sont en cours, mais il n'y a aucune indication, pour le moment, que des médicaments pourraient traiter cette maladie. La transplantation du poumon est la seule option thérapeutique valable pour les cas sévères.

### Prévention / éviction de la cause
L’aggravation de la pneumopathie d'hypersensibilité, une forme moins sévère de fibrose pulmonaire, peut être empêchée en évitant tout contact avec la source de la maladie (poussières contaminées par des sources bactériennes, fongiques ou animales, par exemple).

## Évolution
L'hypoxie causée par la fibrose pulmonaire peut conduire à une hypertension artérielle pulmonaire qui, à son tour, peut conduire à une insuffisance ventriculaire droite. L'oxygénothérapie permet de prévenir cette évolution.
La fibrose pulmonaire peut également entraîner un risque accru d'embolie pulmonaire, qui peut être prévenue par la prise d'anticoagulants.

## Épidémiologie
Dans le monde, cinq millions de personnes souffrent de fibrose pulmonaire.
Une large gamme de taux d'incidence et de prévalence ont été reportés pour la fibrose pulmonaire aux États-Unis.
| Auteurs de l'étude     | Sexe  | IncidenceA, B | PrévalenceA, B | Population                | Période   |
| ---------------------- | ----- | ------------- | -------------- | ------------------------- | --------- |
| Raghu et al.           | -     | 6,8-16,3      | 14,0-42,7      | Système de soins national | 1996–2000 |
| Fernandez Perez et al. | -     | 8,8-17,4      | 27,9-63,0      | Comté d'Olmsted           | 1997–2005 |
| Coultas et al.         | Homme | 27,5          | 30,3           | Comté de Bernalillo       | 1988–1990 |
| Coultas et al.         | Femme | 11,5          | 14,5           | Comté de Bernalillo       | 1988–1990 |

A : En centaines de milliers de personnes. B : Critères d'inclusion étroits et larges
Sur la base de ces chiffres, la prévalence de la fibrose pulmonaire aux États-Unis pourrait varier de plus de 29 000 à près de 132 000 (population de plus de 18 ans en 2000).
Les chiffres actuels pourraient être plus élevés à cause des mauvais diagnostics. C'est typiquement le cas pour les patients diagnostiqués entre quarante et cinquante ans, alors que l'incidence de la fibrose pulmonaire idiopathique augmente considérablement après l'âge de cinquante ans. Dans ce cas, la perte de la fonction pulmonaire est généralement attribuée à la vieillesse, à une maladie cardiaque ou à des maladies pulmonaires plus courantes.